# Parafia Zmartwychwstania Pańskiego w Legnicy
Parafia Zmartwychwstania Pańskiego – parafia prawosławna w Legnicy, w dekanacie Lubin diecezji wrocławsko-szczecińskiej.
Na terenie parafii funkcjonuje 1 cerkiew:
- cerkiew Zmartwychwstania Pańskiego w Legnicy – parafialna

## Historia
Parafia prawosławna w Legnicy powstała w 1948; pierwsze nabożeństwo odprawiono 15 lutego w prywatnym mieszkaniu. W tym samym roku pozyskano poewangelicką kaplicę przy ulicy Panieńskiej, która pełniła funkcję cerkwi parafialnej. Początkowo parafię tworzyło 9 rodzin, rok później już 100, a w 1950 – 150. Pod koniec lat 50. nastąpił spadek liczby wiernych, spowodowany powrotem części wysiedlonej ludności w rodzinne strony oraz wyjazdem większości Greków i Macedończyków do ojczystych krajów. Mimo to w 2013 stan liczebny parafii osiągnął poziom z 1950.
W 1975 parafia pozyskała nowy obiekt sakralny – dawny kościół ewangelicki z 1833, przy ulicy Zofii Kossak. Świątynię przystosowano do potrzeb liturgii prawosławnej w latach 1976–1977. Jednak już w sierpniu 1977, wskutek podtopienia spowodowanego wylaniem Kaczawy, cerkiew wymagała generalnego remontu. Po osuszeniu i odrestaurowaniu, świątynię ponownie konsekrowano w 1983.
Ważnym wydarzeniem w historii parafii było odprawienie 9 maja 1992 prawosławnej liturgii wielkanocnej na legnickim cmentarzu wojskowym, gdzie spoczywa 1262 oficerów i żołnierzy radzieckich. W nabożeństwie celebrowanym przez 3 duchownych, wzięło udział dowództwo Północnej Grupy Wojsk oraz ponad 100 rosyjskich oficerów (w tym 40 generałów), 2 kompanie honorowe i wiele osób cywilnych.
W końcu lat 90. XX w. w sąsiedztwie cerkwi wzniesiono dom parafialny. Od 2012 trwa gruntowny remont świątyni parafialnej.

## Główne święta parafialne
- Poniedziałek Paschalny,
- uroczystość św. Mikołaja Cudotwórcy – 19 grudnia (według starego stylu 6 grudnia); obchodzona od 1978.

## Wykaz proboszczów
- 12.1947 – 18.02.1972 – ks. Jarosław Tyczyno
- 4.09.1972 – 25.01.1976 – ks. Jerzy Krysiak
- 18.05.1983 – 17.08.1983 – ks. Jan Romańczuk
- 17.08.1983 – 19.01.1993 – ks. Bazyli Litwiniuk
- 19.01.1993 – 26.09.1997 – ks. Eugeniusz Bójko
- od 26.09.1997 – ks. Lubomir Worhacz